# ليني بايبر
ليني بايبر (بالإنجليزية: Lenny Piper)‏ هو لاعب كرة قدم بريطاني في مركز الوسط، ولد في 8 أغسطس 1977. لعب مع نادي ويمبلدون.